# Schierenbeke
Die Schierenbeke ist ein 2,4 km langer, linker Nebenfluss der Großen Aue bzw. des Neuen Mühlenbachs, wie die Große Aue im Oberlauf genannt wird. Der Bach liegt vollständig in ostwestfälischen Gemeinde Rödinghausen im Kreis Herford in Nordrhein-Westfalen.

## Verlauf
Die Schierenbeke entspringt in Schwenningdorf auf einer Quellhöhe von rund 135 m ü. NN. Der Fluss fließt in west-östlicher Richtung südlich und parallel zum Wiehengebirge. Am Oberlauf durchfließt der naturnahe Bachlauf das Naturschutzgebiet Schierenbeke. Das Tal bei Bachkilometer 1,9 wird im Volksmund auch Wolfskammer genannt. Linker Nebenfluss der Schierenbeke ist der Wehmerhorster Bach, der bei Bachkilometer 0,8 einmündet. Die Schierenbeke mündet bei Aue-Flusskilometer 81,5 in den Neuen Mühlenbach bzw. in die Große Aue. Die Mündungshöhe beträgt rund 79 m ü. NN.
Beke oder Biäke bedeutet im Plattdeutschen Bach.

## Natur

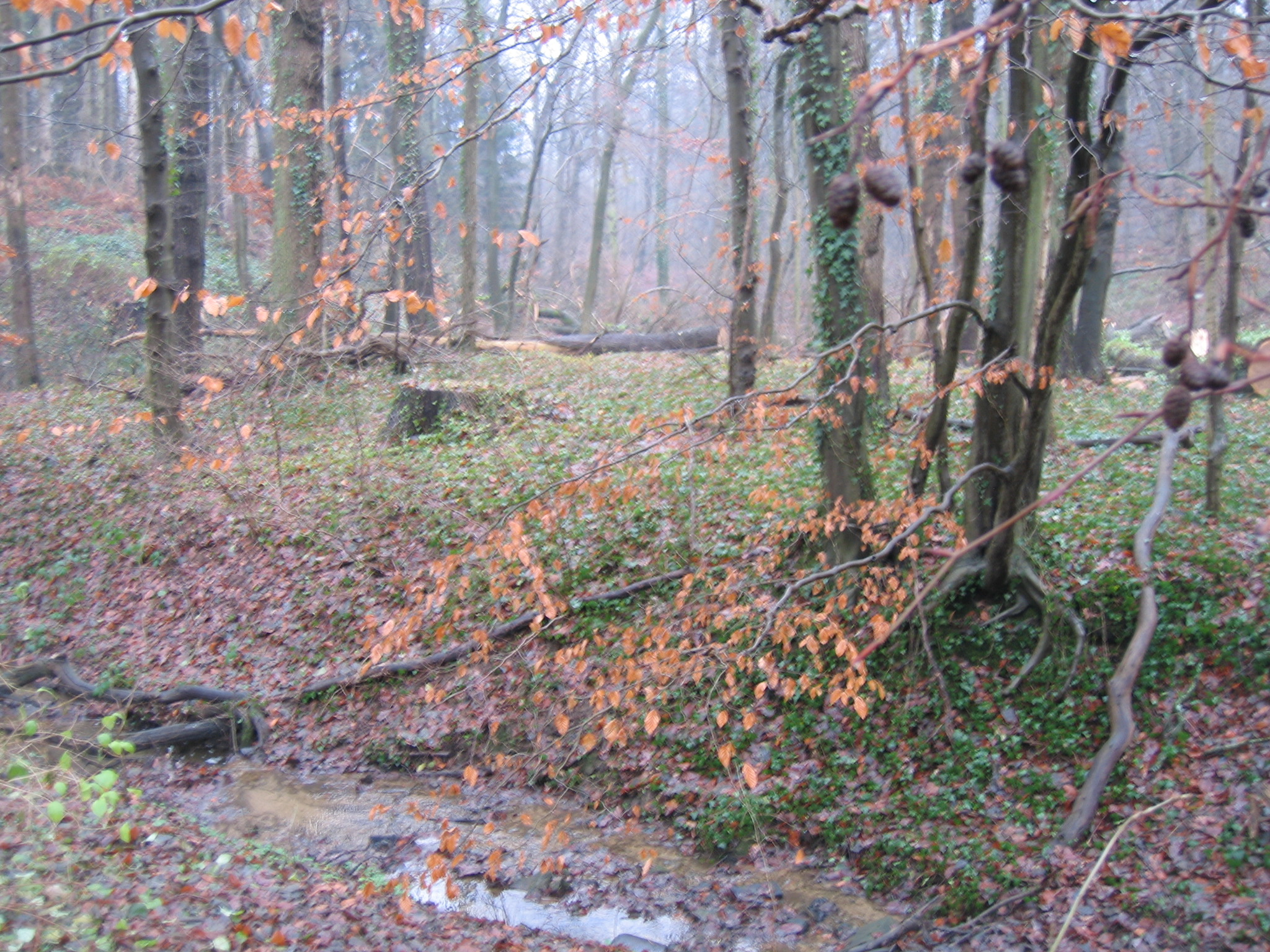
Die Schierenbeke im Mittellauf an der Wolfskammer

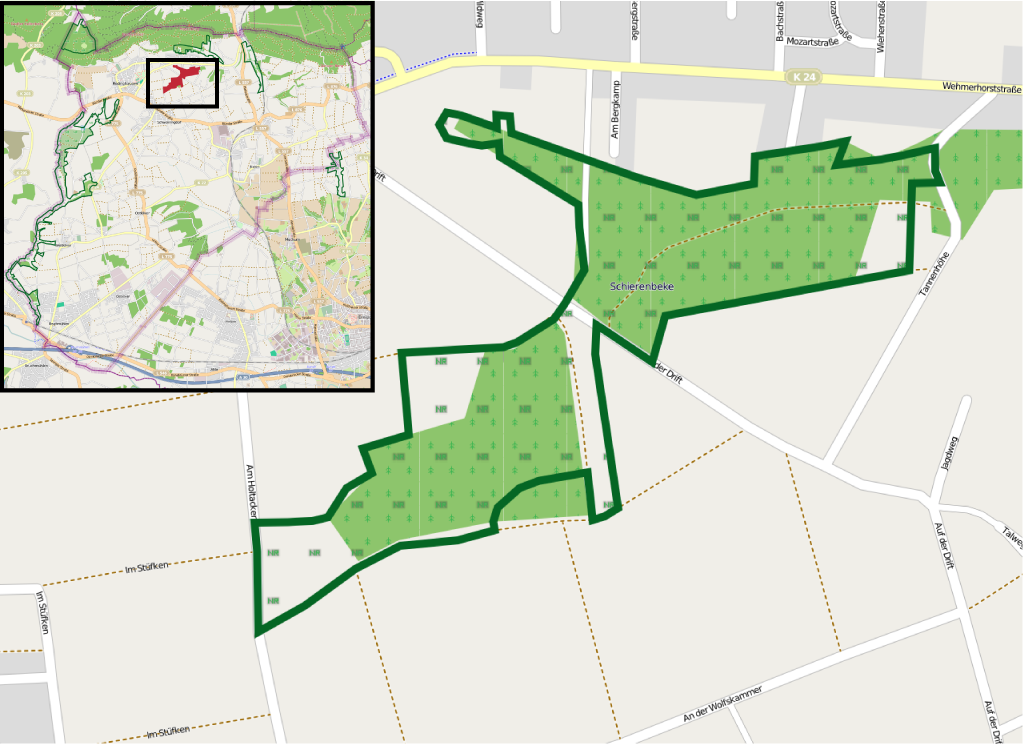
Lageplan des Naturschutzgebiets

Das Naturschutzgebiet Schierenbeeke umfasst die Oberläufe der Schierenbeke und eines Nebengewässers und ihre Täler und das Buchenwaldgebiet an der Wolfskammer und hat eine Gesamtgröße von 13,5 ha. Die Bachläufe sind als naturnah eingestuft. Die Gewässergüteklasse I bis II ermöglicht die Ansiedlung vieler seltener Tierarten. In unmittelbarer Nähe befinden sich auch die Naturschutzgebiete Wehmerhorster Wiesental und Auebachtal.